# Havssvalget
Havssvalget är en fjärd i Stockholms norra skärgård mellan Idö och Gisslingö. Fjärden är i nordöst öppen ut mot Ålands hav och sträcker sig i sydväst in mot Lidö och Räfsnäs.